# Brüder-Grimm-Medaille
Die Brüder-Grimm-Medaille der Akademie der Wissenschaften zu Göttingen wird seit 1963 in unregelmäßigen Abständen für langjährige Forschung auf philologisch-historischem Gebiet vergeben an Personen, die hauptberuflich keine Wissenschaftler sind. Sie wurde zum 100. Todestag von Jacob Grimm gestiftet und nach ihm und seinem Bruder Wilhelm Grimm benannt.

## Preisträger
Jeweils mit Laudatio.
- 1963 Paul Alpers, Celle, für seine wissenschaftlichen Arbeiten zur Erforschung der niedersächsischen Volkslieder, Volkssagen und Flurnamen, zur niedersächsischen Mundartkunde und Kulturgeschichte. Wilhelm Barner, Alfeld, für seine wissenschaftlichen Arbeiten auf dem Gebiet der Ur- und Frühgeschichte, der Volkskunde und volkskundlichen Rechtsgeschichte. Wilhelm Hartmann, Hildesheim, für seine wissenschaftlichen Arbeiten zur Erforschung der niedersächsischen Landesgeschichte und die Erschließung bedeutender nichtstaatlicher Archive.
- 1965 Hans Wohltmann, Stade, für seine wissenschaftlichen Arbeiten auf dem Gebiet der nordniedersächsischen Landesgeschichte, der Stadtgeschichte von Stade, der Sagenkunde und der Worpsweder Künstlergeschichte sowie für seine Verdienste um die Denkmalspflege im Weser-Elbe-Gebiet.
- 1968 Benno Eide Siebs, Bremerhaven, für seine wissenschaftlichen Arbeiten auf dem Gebiete der Geschichte, Sprach- und Volkskunde der friesischen Nordseelande, Hans Drescher, Hamburg-Harburg für seine metalltechnischen Arbeiten zur Handelsgeschichte der römischen Eisenzeit und für die Überprüfung der absoluten Chronologie dieses Zeitabschnittes.
- 1971 Dieter Zoller, Bad Zwischenahn, für seine besonderen Verdienste auf dem Gebiet der vor- und frühgeschichtlichen Forschung, insbesondere für seine Arbeiten im Bereich der Siedlungskunde des nordwestdeutschen Flachlandes, Burgen- und Wegeforschung.
- 1985 Ludwig Denecke, Hannoversch-Münden, für seine Verdienste um die Erforschung von Leben und Werk Jacob und Wilhelm Grimms. Hajo Hayen, Varel, für seine Arbeiten im Bereich der Moorforschung, des vorgeschichtlichen Verkehrswesens und der Siedlungskunde im nordwestdeutschen Raum.
- 1997 Hermann Haiduck, Wilhelmshaven, für seine Arbeiten auf dem Gebiet der Geschichte des ländlichen Kirchbaues im mittelalterlichen Norddeutschland.
- 1999 Gerhard Laub, Goslar, für seine Arbeiten zur Geschichte des Harzes.
- 2006 Wolfdieter Haas, Seevethal-Ramelsloh, für seine Veröffentlichungen auf dem Gebiet der historischen Mittelalterforschung.
- 2016 Michael Kunze, Hamburg; für seine gewichtigen und methodisch vorbildlichen Forschungen zur Rechtsgeschichte sowie seine auch eine breitere Öffentlichkeit ansprechenden historischen Arbeiten.
- 2023 Wolfgang Schellmann, Lüneburg; für seine wissenschaftlichen Leistungen zur frühneuzeitlichen Buch- und Kulturgeschichte